# XRCC2
XRCC2 (англ. X-ray repair cross complementing 2) – білок, який кодується однойменним геном, розташованим у людей на короткому плечі 7-ї хромосоми. Довжина поліпептидного ланцюга білка становить 280 амінокислот, а молекулярна маса — 31 956.
| 10         |  | 20         |  | 30         |  | 40         |  | 50         |
| ---------- |  | ---------- |  | ---------- |  | ---------- |  | ---------- |
| MCSAFHRAES |  | GTELLARLEG |  | RSSLKEIEPN |  | LFADEDSPVH |  | GDILEFHGPE |
| GTGKTEMLYH |  | LTARCILPKS |  | EGGLEVEVLF |  | IDTDYHFDML |  | RLVTILEHRL |
| SQSSEEIIKY |  | CLGRFFLVYC |  | SSSTHLLLTL |  | YSLESMFCSH |  | PSLCLLILDS |
| LSAFYWIDRV |  | NGGESVNLQE |  | STLRKCSQCL |  | EKLVNDYRLV |  | LFATTQTIMQ |
| KASSSSEEPS |  | HASRRLCDVD |  | IDYRPYLCKA |  | WQQLVKHRMF |  | FSKQDDSQSS |
| NQFSLVSRCL |  | KSNSLKKHFF |  | IIGESGVEFC |  |            |  |            |

A: Аланін

C: Цистеїн

D: Аспарагінова кислота

E: Глутамінова кислота

F: Фенілаланін

G: Гліцин

H: Гістидин

I: Ізолейцин

K: Лізин

L: Лейцин

M: Метіонін

N: Аспарагін

P: Пролін

Q: Глутамін

R: Аргінін

S: Серин

T: Треонін

V: Валін

W: Триптофан

Кодований геном білок за функцією належить до фосфопротеїнів. 
Задіяний у таких біологічних процесах, як пошкодження ДНК, репарація ДНК, рекомбінація ДНК. 
Білок має сайт для зв'язування з ДНК. 
Локалізований у цитоплазмі, цитоскелеті, ядрі.